# Luftangriffe auf Nürnberg
Die Luftangriffe auf Nürnberg durch die britische Royal Air Force (RAF) und die United States Army Air Forces (USAAF) richteten zwischen 1940 und 1945 in der Stadt schwerste Schäden an.

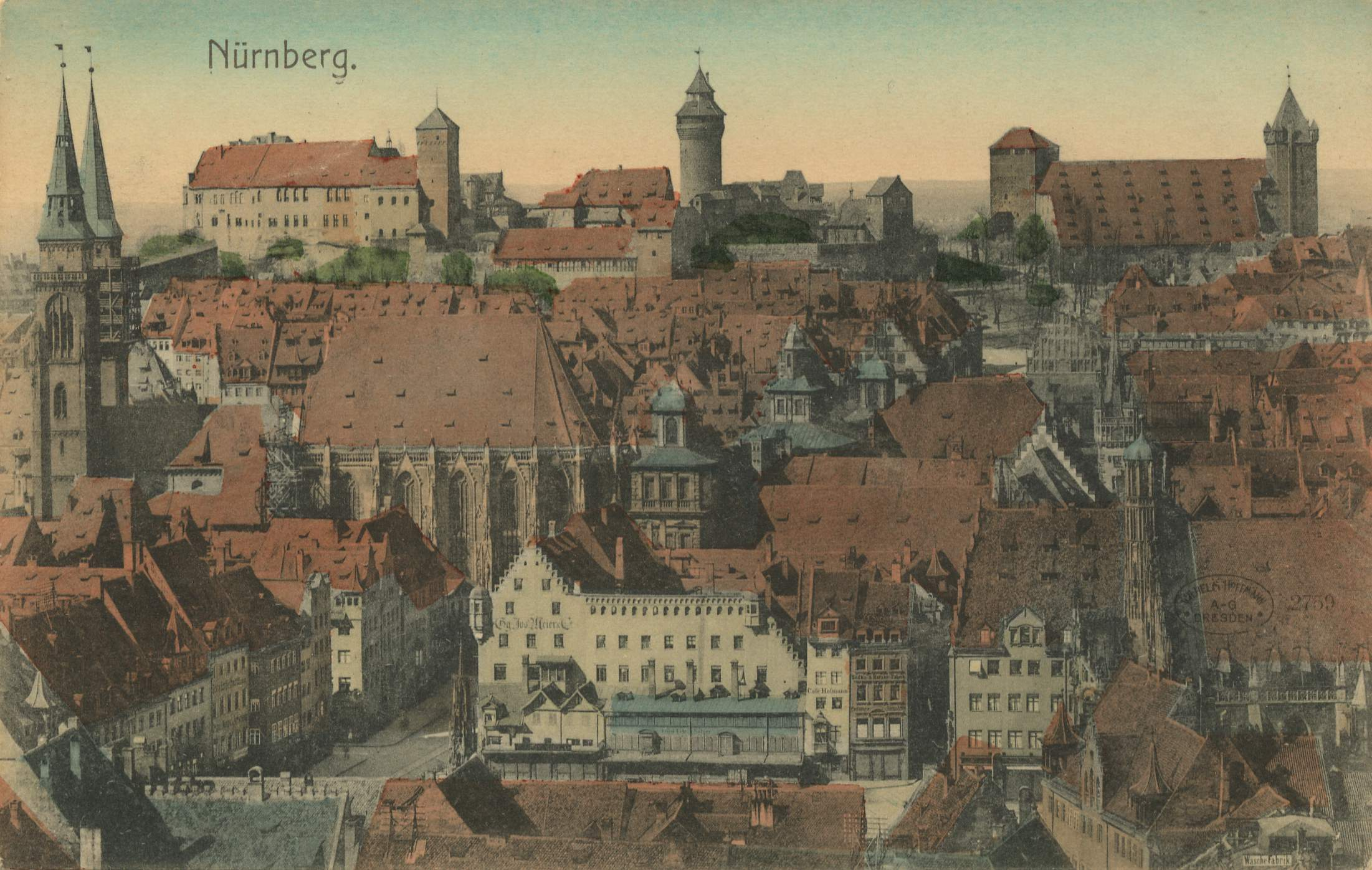
Nürnberg nach 1900

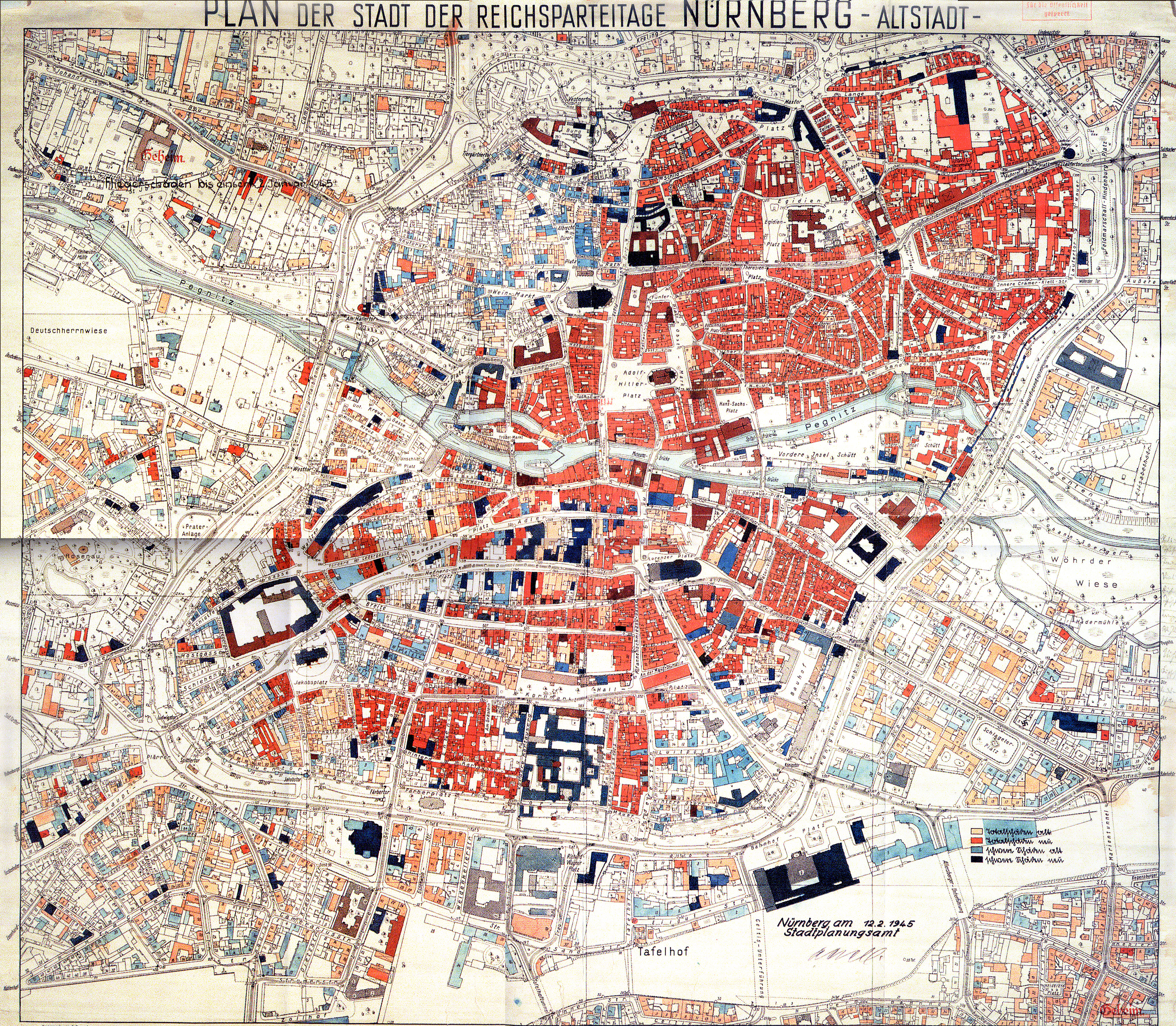
Luftkriegsschäden nach dem 2. Februar 1945

Im Zweiten Weltkrieg war Nürnberg eines der bevorzugten Ziele der alliierten Bomber, geriet wegen seiner Lage im Süden Deutschlands jedoch erst relativ spät in ihren Aktionsradius. Aufgrund der starken Industrie und seiner Funktion als Verkehrsknotenpunkt, aber auch als Wohnstadt und aufgrund der symbolischen Bedeutung als „Stadt der Reichsparteitage“ bot sie für die Alliierten ein wichtiges Ziel.
22 schwere und mittelschwere Luftangriffe auf Nürnberg wurden durch RAF und USAAF durchgeführt. Dabei kamen über 7.800 schwere Bombenflugzeuge zum Einsatz. Die größten Zerstörungen richtete der Angriff vom 2. Januar 1945 an, als 521 Bomber der RAF innerhalb einer halben Stunde 6.000 Sprengbomben und eine Million Brandbomben abwarfen. Die Bevölkerung hatte bei diesem Angriff, der gemäß der britischen Area Bombing Directive erfolgte, über 1.800 Tote und 100.000 Obdachlose zu beklagen. Von 1941 bis 1945 gab es insgesamt über 6.000 Luftkriegstote. Die Nürnberger Altstadt, unter der alte Felsengänge als Luftschutz dienten, wurde fast vollständig zerstört, die Stadt als Ganzes schwer beschädigt. Nürnberg war in Bayern nach Würzburg die im Bombenkrieg meistzerstörte Stadt und nimmt auch in Deutschland einen der vorderen Plätze ein. Die östliche Sebalder Seite (nördlich der Pegnitz) wurde nach der Zerstörung und während der Enttrümmerung als „Steppe“ bezeichnet. Heute besteht Nürnberg zu etwa 25 % aus Bauten von vor dem Zweiten Weltkrieg.
Die Luftangriffe endeten mit dem 11. April 1945. Am 20. April wurde die Stadt nach der Schlacht um Nürnberg mit mehrtägigem Artillerie-Beschuss von Einheiten der 7. US-Armee besetzt.

## Nürnberg als Angriffsziel

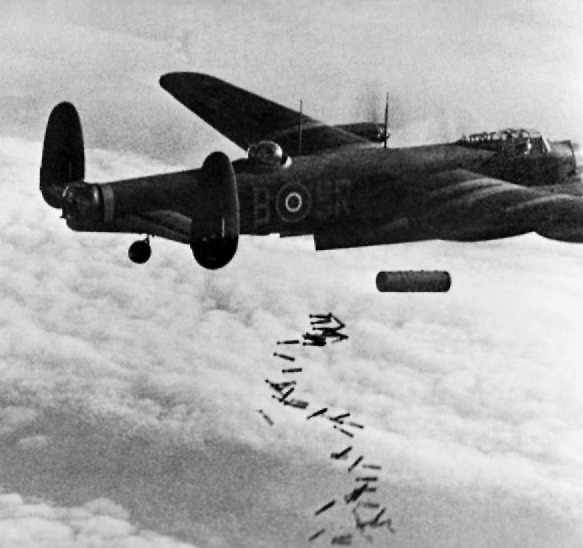
Britische Avro Lancaster bei Abwurf einer Minenbombe „Blockbuster“ und von Stabbrandbomben (1944)

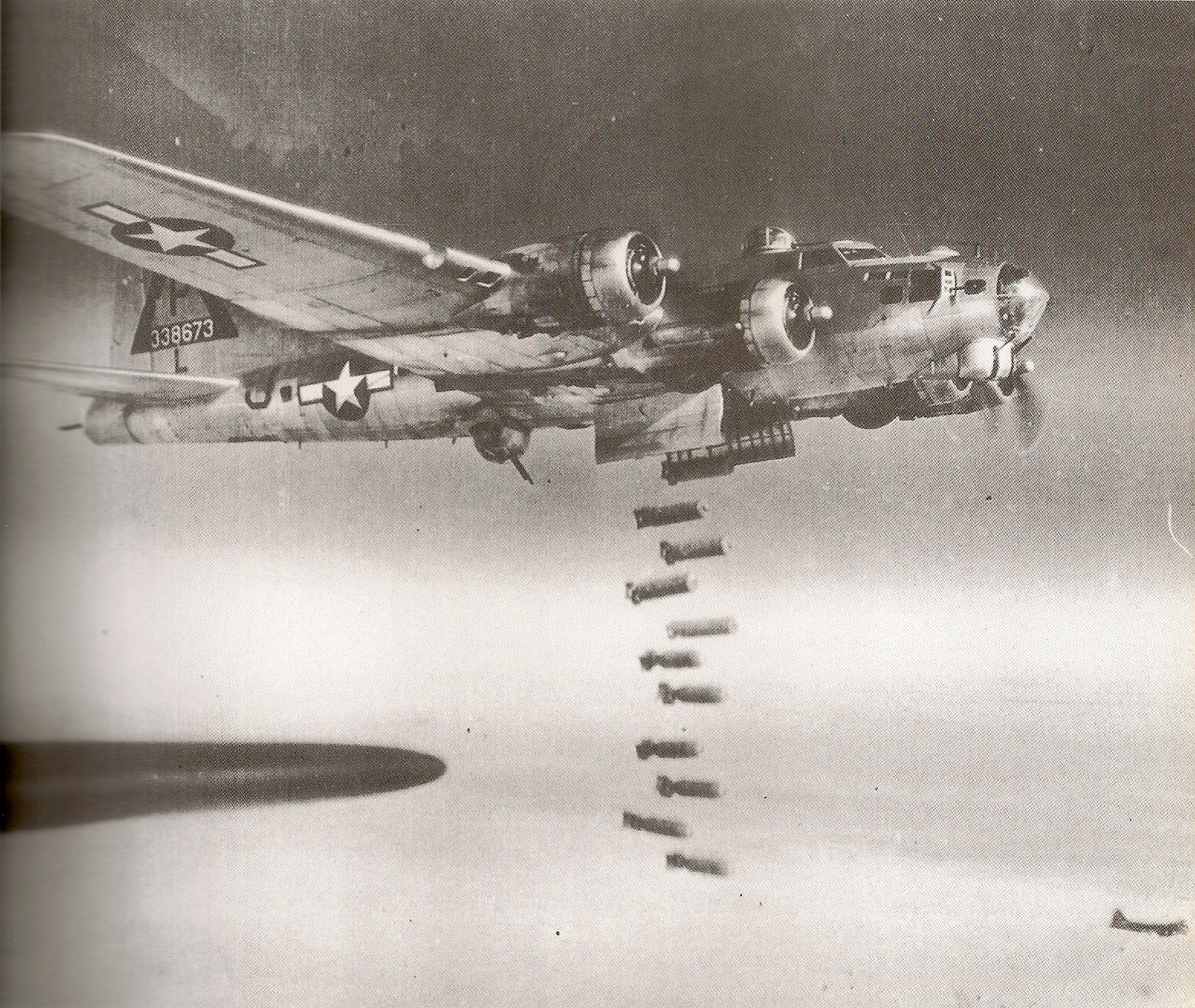
Amerikanische Boeing B-17 „Flying Fortress“ über Nürnberg (1945)

Nürnberg war wichtiger Produktionsstandort für Rüstungsgüter und die dicht besiedelte mittelalterliche Altstadt ein gut geeignetes Ziel für die Zwecke der britischen Area bombing directive. Auch war Nürnberg, im Nationalsozialismus offiziell mit dem Beinamen „Stadt der Reichsparteitage“ versehen, ein Angriffsziel mit erheblicher Symbolwirkung.
Die Innenstadt wies im Verhältnis zur Gesamtbaumasse einen hohen Anteil an Fachwerkhäusern, also durch hohen Holzanteil gut brennbaren Gebäuden auf und eignete sich deshalb für einen effektiven Angriff mit Kombinationseinsatz von Spreng- und Brandbomben. Zweck war die Entfachung eines Feuersturms zur Steigerung der Wirkung der Brandbomben. Tagesangriffe auf Industrie- und Infrastrukturziele mit dem Bemühen um technologisch nur bedingt mögliche hohe Zielgenauigkeit wurden aufgrund erfolgter Arbeitsteilung der alliierten Luftflotten zumeist durch die technisch besser ausgestatteten US Army Air Forces geflogen, während nächtliche Flächenbombardements meist von der britischen RAF mit ihrer Pathfinder Force geflogen wurden.
Im Stadtgebiet, jedoch nicht in der beim Angriff vom 2. Januar 1945 am stärksten betroffenen Altstadt, befanden sich zahlreiche militärisch relevante Ziele: Die MAN in der Südstadt baute unter anderem Dieselmotoren für U-Boote und relevante Bauteile der Pantherpanzer. Weitere wichtige Unternehmen waren die Siemens-Schuckertwerke, TEKADE, Nüral (Nürnberger Aluminiumwerke, heute Federal-Mogul), die Nürnberger Schraubenfabrik (NSF) und Diehl. Hinzu kam die Nürnberger Motorradindustrie (Zündapp/Neumeyer, Hercules, Triumph, Victoria) und 120 weitere Rüstungs- und Zwangsarbeiterbetriebe. Ein weiteres Ziel waren die Anlagen der Deutschen Reichsbahn: der Rangierbahnhof im Süden der Stadt und die über Nürnberg laufenden Hauptbahnstrecken.

## Chronologie der Luftangriffe auf Nürnberg und Umgebung
Bis 1942 gab es nur kleinere Angriffe. 1942 bis 1944 wurde um die Luftherrschaft über Deutschland gekämpft. Ab 1944 hatten die Alliierten diese weitgehend errungen. Ab Herbst 1944 waren die Flugplätze der Angreifer so nah herangerückt, dass auch Tiefflieger erschienen. Die Tabelle orientiert sich an den Angaben von G. W. Schramm.
| Datum                   | Flugzeuge                                                     | Bombenlast (t)                             | Beschreibung des Luftangriffs | Tote / Verletzte / Obdachlose |
| ----------------------- | ------------------------------------------------------------- | ------------------------------------------ | --- | --- |
| 1940                    |                                                               |                                            | | |
| 17. August              |                                                               |                                            | Bomben auf Fürth/Burgfarrnbach | |
| 20./21. Dezember        |                                                               |                                            | Bomben auf das Märzfeld | |
| 1941                    |                                                               |                                            | | |
| 12./13. Oktober         | 152 Bomber der RAF, v. a. Wellington und Whitley              |                                            | Nur 20 Sprengbomben und 14 Brandkanister trafen; kleinere Schäden in Nürnberg, aber schwerere Schäden in Schwabach | 9 Tote; 50 zerstörte Häuser in Schwabach |
| 1942                    |                                                               |                                            | | |
| 28./29. August          | Bomber der RAF                                                |                                            | Südwestlich vom Stadtpark und Südstadt, die Alte Kongresshalle/Luitpoldhalle in der Luitpoldarena, die Burg | 136 Tote; 152 zerstörte Wohnhäuser, 220 Brände |
| danach                  | 4 Fliegeralarme                                               |                                            | | |
| 1943                    |                                                               |                                            | | |
| 25./26. Februar         | 337 viermotorige Bomber der RAF                               |                                            | Wegen Wolkendecke fielen die meisten Bomben ins Knoblauchsland, andere trafen nördliche und nordwestliche Stadtteile, das Werk der Dynamit AG in Stadeln/Fürth sowie die Wehrkirche in Kraftshof | 27 Tote; 44 große, 8 mittlere und 10 kleine Brände |
| 8./9. März ab 23:00 Uhr | 335 viermotorige Bomber der RAF                               | 358 t Spreng- und 412 t Brandbomben        | Südliche Altstadt: Dachstuhl der Mauthalle; außerdem Kaiserburg, Siemens-Trafowerk, Rangierbahnhof | 343 Tote; 171 große, 339 mittlere und 1746 kleine Brände; Zeitzünderbomben |
| 10./11. August 00:48    | 653 viermotorige Bomber der RAF: Lancaster, Stirling, Halifax | 878 t Spreng- und ebenso viele Brandbomben | Norden, südliche Altstadt, Wöhrd; St. Sebald, St. Lorenz; u. a. Germanisches Nationalmuseum, die letzte Hopfenhalle am Kornmarkt. Auch Schäden in Fürth, Fischbach und Feucht | 585 Tote; 1732 zerstörte, 1156 schwer und 2386 mittelschwer beschädigte Häuser |
| 27./28. August          | 674 viermotorige Bomber der RAF                               |                                            | Dunkelheit, starke Flak und Nachtjäger störten den Zielanflug, viele Bomben fielen auf südliche Vororte. In Nürnberg: Maxfeld, Nordostbahnhof, südliche Altstadt, Laufamholz; die Unternehmen Neumeyer und MAN | 56 Tote; 458 zerstörte, 361 mittelschwer und 1704 wenig beschädigte Häuser |
| 1944                    |                                                               |                                            | | |
| 25. Februar 12:47 Uhr   | 172 Liberator der USAAF                                       |                                            | Ziel war das Fürther Flugzeugwerk Bachmann, von Blumenthal & Co. | 138 Tote, 122 Verletzte |
| 31. März                | 795 Bomber der RAF: 572 Lancaster, 214 Halifax, 9 Mosquitos   | 910 t Spreng- und 1176 t Brandbomben       | Die Angreifer hatten große Verluste: 95 Bomber wurden abgeschossen (siehe Kölner Loch). In Nürnberg wurde der Angriff als „mittelschwer“ eingestuft, in den östlichen Nachbarorten (Röthenbach an der Pegnitz, Behringersdorf, Lauf an der Pegnitz) entstanden weitere Schäden | In Nürnberg: 74 Tote und 122 Verletzte; 130 zerstörte, 879 mittelschwer und 2505 wenig beschädigte Häuser |
| 10. April 10:48 Uhr     | 233 B-17G und 241 Begleitjäger der USAAF                      |                                            | Fürth, Nürnberger Rüstungsfirmen: MAN, TEKADE | 82 Tote, 366 Verletzte; 211 Wohngebäude zerstört, 214 schwer, 1365 mittelschwer und 1800 leicht beschädigte Häuser |
|                         | 13 Fliegeralarme                                              |                                            | | |
| 3. Oktober 11:15 Uhr    | 454 B-17 der USAAF                                            |                                            | Ziel war die MAN, wegen Wolkendecke war aber kein genaues Zielen möglich. Getroffen wurde auch die nördliche Altstadt: Weinstadel, Viatishaus, 62 Patrizierhäuser, nördlich der Sebalduskirche die Moritzkapelle zusammen mit dem Bratwurstglöcklein vernichtet, ebenso die Walburgiskapelle neben weiteren Gebäuden der Burg. Die Fassade des Dürerhauses durch eine Sprengbombe aufgerissen, Innenhof und Rückgebäude des Pellerhauses durch Sprengbombenvolltreffer schwer beschädigt. Sebalduskirche erhielt erstmals schwere Treffer am Hallenchor und vor dem Brautportal; Brandschäden geringeren Ausmaßes erlitten die Kirchen St. Lorenz, St. Klara, St. Martha, St. Jakob und, außerhalb der Altstadt, die Rochuskapelle. Auch das Rathaus und erneut die Mauthalle beschädigt durch Spreng- oder Brandbomben, ebenso die Stadtbefestigung (Fronveste, der Frauentorturm, das Vestnertor und der Laufer Schlagturm). | 353 Tote, 1033 Verletzte; 518 zerstörte, 738 schwer, 1097 mittelschwer und 4109 leicht beschädigte Häuser |
| 19./20. Oktober         | 263 Lancaster und 7 Mosquitos der RAF                         |                                            | Süd- und Altstadt. Gustav-Adolf-Kirche, MAN, Siemens, Rangierbahnhof | 237 Tote, 10.383 Obdachlose |
|                         | 62 Fliegeralarme und öffentliche Luftwarnungen                |                                            | | |
| 25./26. November        | Mosquitos der RAF                                             |                                            | Kleiner Störangriff, ein Zug und mehrere Gebäude wurden getroffen | über 60 Tote |
| bis 24. Dezember        | Mosquitos der RAF                                             |                                            | Weitere kleine Störangriffe; in England „Mosquitos on siren tours“ genannt | |
| 1945                    |                                                               |                                            | | |
| 2. Januar, abends       | 514 Lancaster und 7 Mosquitos der RAF                         | 1825 t Spreng- und 479 t Brandbomben       | Völlige Zerstörung der Nürnberger Altstadt mit unersetzlichen Schäden an der historischen Bausubstanz. Außerdem wurden Rüstungsfirmen getroffen: MAN, TEKADE, Nüral, Nürnberger Schraubenfabrik | 1835 Tote, mehr als 3000 Verletzte, 100.000 Obdachlose; 4553 zerstörte, 2047 schwer, 2993 mittelschwer und 7000 leicht beschädigte Häuser; Feuersturm und 2 Blockbrände, 1194 Groß-, 851 Mittel- und 1070 Kleinbrände |
| Januar und Februar      | Mosquitos der RAF                                             |                                            | Weitere kleine Störangriffe | |
| 20. Februar 12:30 Uhr   | 831 B-17 und 360 B-24 der USAAF                               |                                            | Bereits auf dem Anflug mussten die B-24 wegen Unwetter umkehren. Wegen Wolkendecke über dem Ziel wurden die Bomben blind geworfen und über die ganze Stadt verteilt; Häufungen bei Bahnanlagen und in der Südstadt | s. u. |
| 21. Februar 10:40 Uhr   | 1205 Bomber der USAAF                                         |                                            | Ziele waren Haupt- und Rangierbahnhof, jedoch wurden auch Gostenhof und St. Johannis getroffen. | Bei beiden Angriffen wurden 1356 Menschen getötet und 70.000 obdachlos |
| Februar/März            |                                                               |                                            | 2 Störangriffe | |
| 16. März 20:53 Uhr      | 301 Lancaster und 40 Mosquitos der RAF                        |                                            | Schwere Schäden in der Südstadt: Steinbühl und Galgenhof, St. Peter, Gostenhof; außerdem Muggenhof, Thon, Schnepfenreuth und Poppenreuth | 517 Tote |
| 19. März                |                                                               |                                            | Störangriffe | |
| 5. April                | 254 B-17 der USAAF                                            |                                            | Ziel war der Haupt- und der Rangierbahnhof, getroffen wurden vor allem Wohngebiete der Südstadt | s. u. |
| 5. April                | 72 B-17 der USAAF                                             |                                            | Fürth und der Flugplatz Unterschlauersbach | Bei beiden Angriffen gab es 197 Tote. |
| 8. April                | 89 B-24 der USAAF                                             |                                            | Ziel war wiederum das Fürther Flugzeugwerk Bachmann, von Blumenthal & Co. | |
| 5.–10. April            | Tiefflieger                                                   |                                            | Bahntransporte, Flakstellung bei Zollhaus, Bahnausbesserungswerk in Gostenhof | |
| 11. April, nachmittags  | 143 Bomber der RAF                                            |                                            | Rangierbahnhof und benachbarte Wohngebiete | 74 Tote |

Durch die RAF wurden 14, durch die USAAF 8 schwere bis mittelschwere Angriffe auf Nürnberg durchgeführt. Dabei wurden über 7.800 schwere Bombenflugzeuge eingesetzt, dazu Schnellbomber Mosquito und ungezählte Begleitjäger. Die Addition der Opfer aus der Tabelle ergibt über 6.000 Luftkriegstote.

## Todesopfer, Begräbnis- und Gedenkstätten
Die Hauptbegräbnisstätte für die Bombenopfer war der Nürnberger Südfriedhof. Dort liest man am Südturm: „ALS MAHNUNG UND ZUM GEDENKEN AN 6.621 MÄNNER, FRAUEN UND KINDER, OPFER DES BOMBENKRIEGES UND DER KÄMPFE IN DER HEIMAT IN DEN JAHREN 1941–1945“.

## Zerstörungen

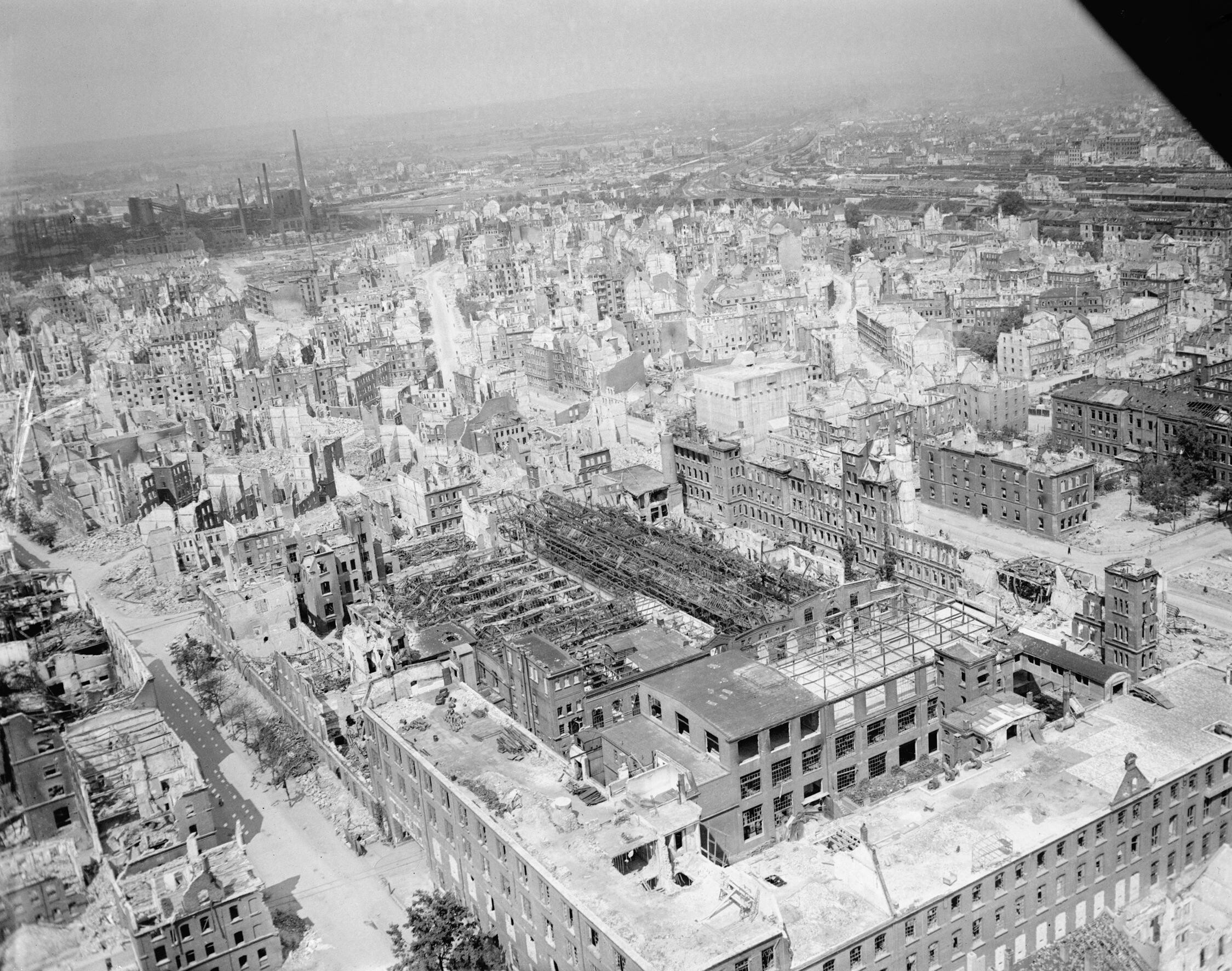
Der Stadtteil Steinbühl im Mai 1945

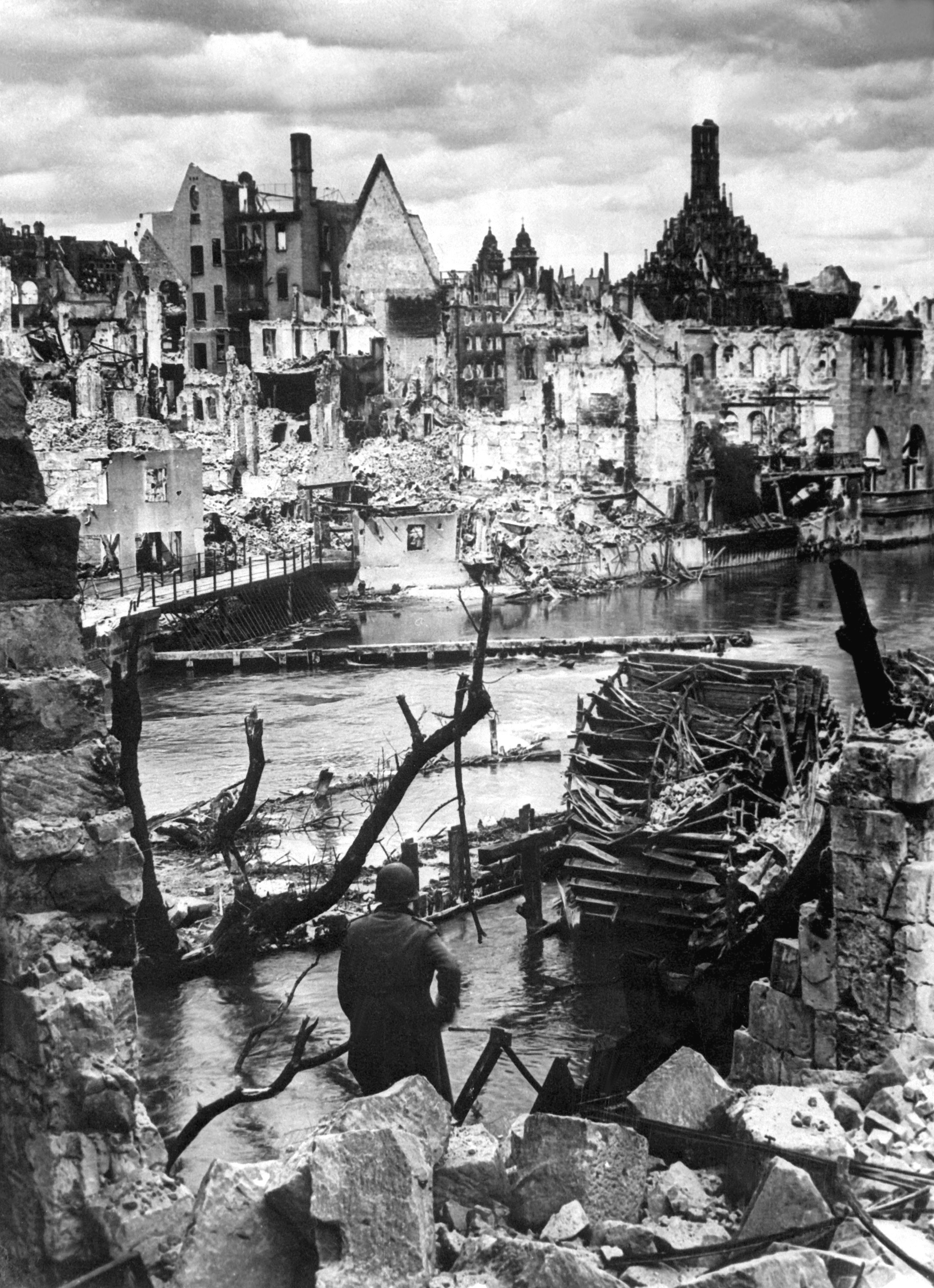
Nürnberg in Ruinen, Sommer 1945

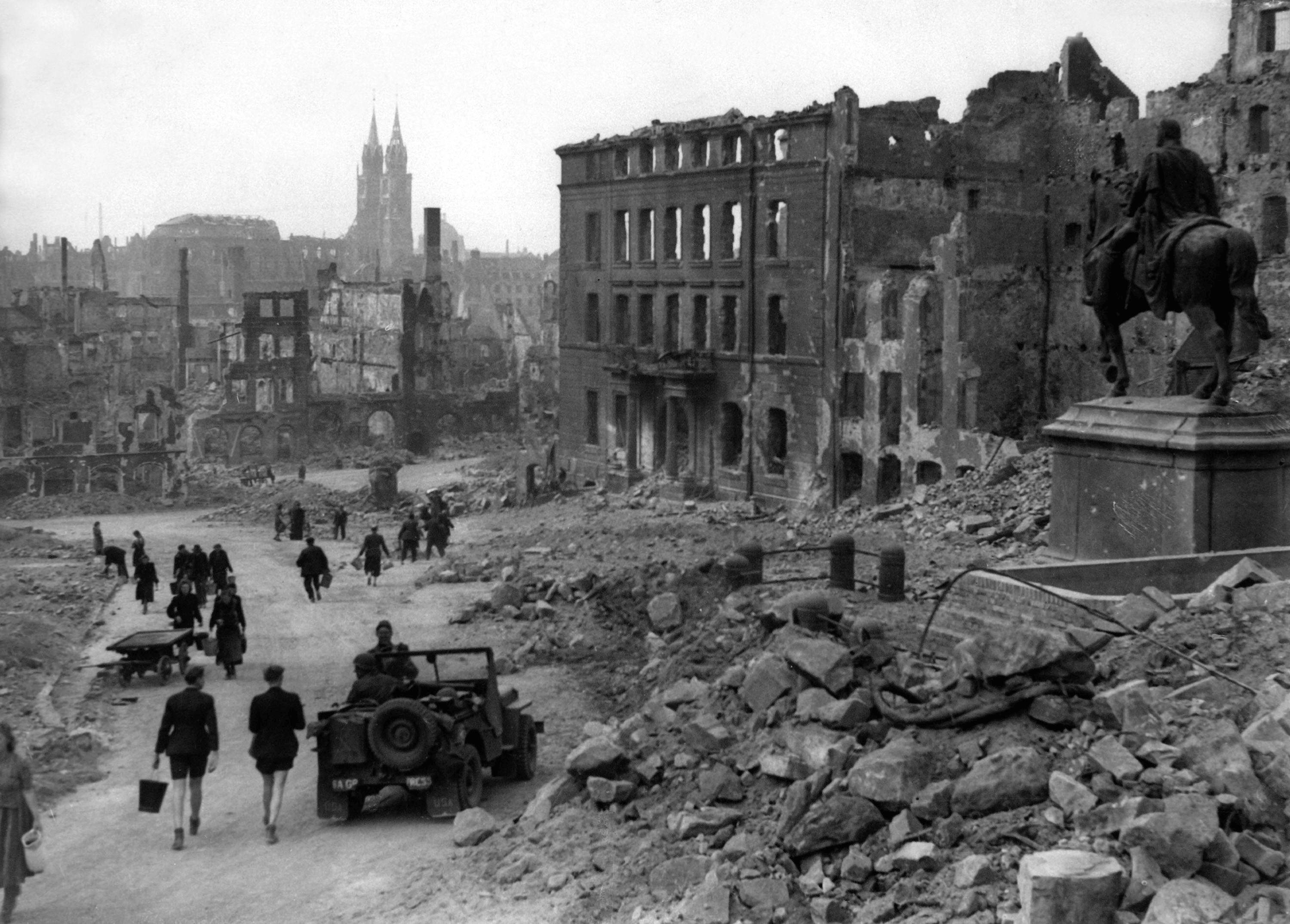
Nürnberger Altstadt Sommer 1945

Die Nürnberger Altstadt war großteils zerstört, wozu der Feuersturm am 2. Januar 1945 erheblich beigetragen hat. Auch die Südstadt, St. Johannis und andere Stadtteile waren schwer getroffen. Nürnberg hatte unter den deutschen Großstädten nach Köln, Dortmund und Kassel die größte Menge Trümmerschutt je Einwohner. Die Bevölkerung Nürnbergs war von über 420.000 im Jahre 1939 bis zum Kriegsende auf 195.000 zurückgegangen, die Hälfte der Wohnungen war zerstört, die restlichen oft beschädigt.

## Wiederaufbau
In einem städtebaulichen Wettbewerb wurden 1947 Ideen zum Wiederaufbau gesammelt. Das „Kuratorium für den Wiederaufbau Nürnbergs“ beriet die Stadtverwaltung in den Fragen des Wiederaufbaus. Man einigte sich auf eine vereinfachende Rekonstruktion.
Um 1955 waren die meisten Wiederaufbauarbeiten abgeschlossen oder zumindest begonnen. Von 1956 bis 1960 wurde das Nürnberger Rathaus (Wolffscher Bau, Rathaussaalbau) wiedererrichtet. Bis 1957 wurde die Sebalduskirche instand gesetzt. Das größte Restaurierungsprojekt bildete die Stadtbefestigung mit ihrer 4 km langen Doppelmauer und dem Graben.

## Mahnmal
Das bei den Luftangriffen 1945 vollständig zerstörte Katharinenkloster Nürnberg, heute „Katharinenruine“ genannt, wurde nicht wieder aufgebaut, sondern 1970/71 als Ruine gesichert und dient seitdem als Mahnmal des Krieges sowie als Veranstaltungsort.

## Bombenfunde nach dem Zweiten Weltkrieg
Auch nach Ende des Zweiten Weltkriegs wurden (und werden noch) Blindgänger im Nürnberger Stadtgebiet gefunden. Häufig werden sie zufällig bei Baumaßnahmen entdeckt, seltener wird gezielt nach ihnen gesucht. Für die Entschärfung und Sicherung der Fliegerbomben ist der Kampfmittelräumdienst zuständig. Dabei können großflächige Evakuierungen notwendig werden.

## Stadtlexikon
1. ↑  Georg Wolfgang Schramm, Udo Winkel: Rüstungsindustrie. S. 915.
2. ↑  Willy Prölß, Clemens Wachter: Wiederaufbau. S. 1178 f.